# 井波靖奈
井波 靖奈（いなみ せな、1992年6月25日 - ）は、日本の元プロサッカー選手。石川県金沢市出身。広島県立吉田高等学校卒業。現役時代のポジションはミッドフィールダー。

## 来歴
名前の「靖奈」はアイルトン・セナから。
地元小学校でサッカーを始め、中学ではヘミニス金沢FCでボランチ としてプレーした。
2008年、サンフレッチェ広島ユースにFWとして入団する。1年次は怪我を繰り返し ほとんど試合に出られなかったが、2年次から1トップとしてレギュラーに定着、3年次には怪我でほとんど出場は適わなかったが高円宮杯全日本ユース選手権優勝に貢献した。また2010年3年次にはトップチームのキャンプすべてに帯同、2種登録選手となり、トップチームに怪我人が続出したことから一時はJリーグデビューも考えられていた。
2011年、サンフレッチェ広島とプロ契約、同期に鮫島晃太・西岡大輝。同年6月のナビスコカップでプロデビューしている。2012年、アウトサイドに怪我人が続出したことからサイドでも使われ、Jリーグ初出場はそのサイドで起用されている。以降、練習ではサイドやDFを経験し、公式戦では右サイドで起用されている。
2014年、V・ファーレン長崎へ期限付き移籍。序盤に怪我をし復帰以降も試合に出ることができず、終盤になりチャンスを与えられたが、1試合のみにとどまった。シーズン終了後、長崎・広島ともに契約満了。
2015年3月、ジュビロ磐田へ移籍。リーグ戦の出場はなく、同年で磐田を退団。2016年2月、現役引退を表明し、磐田の普及推進スタッフに転身した。

## 所属クラブ
ユース経歴
- 金沢市立緑小学校
- 2005年 - 2007年 ヘミニス金沢FC
- 2008年 - 2010年 サンフレッチェ広島ユース
  - 2010年 サンフレッチェ広島（2種登録）

プロ経歴
- 2011年 - 2014年 サンフレッチェ広島
  - 2014年 V・ファーレン長崎（期限付き移籍）
- 2015年 ジュビロ磐田

## 個人成績
| 国内大会個人成績 | 国内大会個人成績 | 国内大会個人成績 | 国内大会個人成績 | 国内大会個人成績 | 国内大会個人成績 | 国内大会個人成績 | 国内大会個人成績 | 国内大会個人成績 | 国内大会個人成績 | 国内大会個人成績 | 国内大会個人成績 |
| 年度             | クラブ           | 背番号           | リーグ           | リーグ戦         | リーグ戦         | リーグ杯         | リーグ杯         | オープン杯       | オープン杯       | 期間通算         | 期間通算         |
| 年度             | クラブ           | 背番号           | リーグ           | 出場             | 得点             | 出場             | 得点             | 出場             | 得点             | 出場             | 得点             |
| 日本             | 日本             | 日本             | 日本             | リーグ戦         | リーグ戦         | リーグ杯         | リーグ杯         | 天皇杯           | 天皇杯           | 期間通算         | 期間通算         |
| ---------------- | ---------------- | ---------------- | ---------------- | ---------------- | ---------------- | ---------------- | ---------------- | ---------------- | ---------------- | ---------------- | ---------------- |
| 2011             | 広島             | 26               | J1               | 0                | 0                | 1                | 0                | 0                | 0                | 1                | 0                |
| 2012             | 広島             | 26               | J1               | 1                | 0                | 1                | 0                | 0                | 0                | 2                | 0                |
| 2013             | 広島             | 26               | J1               | 4                | 0                | 0                | 0                | 1                | 0                | 5                | 0                |
| 2014             | 長崎             | 23               | J2               | 1                | 0                | -                | -                | 0                | 0                | 1                | 0                |
| 2015             | 磐田             | 36               | J2               | 0                | 0                | -                | -                | 1                | 0                | 1                | 0                |
| 通算             | 日本             | 日本             | J1               | 5                | 0                | 2                | 0                | 1                | 0                | 8                | 0                |
| 通算             | 日本             | 日本             | J2               | 1                | 0                | -                | -                | 1                | 0                | 2                | 0                |
| 総通算           | 総通算           | 総通算           | 総通算           | 6                | 0                | 2                | 0                | 2                | 0                | 10               | 0                |

- 公式戦初出場：2011年6月5日ヤマザキナビスコカップ1回戦第1戦対川崎フロンターレ戦（広島ビッグアーチ）
  - 73分、佐藤寿人に代わり途中出場
- リーグ戦初出場：2012年7月14日J1第18節対川崎フロンターレ戦（広島ビッグアーチ）
  - 79分、清水航平に代わり途中出場
- 公式戦初得点：

| 国際大会個人成績 | 国際大会個人成績 | 国際大会個人成績 | 国際大会個人成績 | 国際大会個人成績 | FIFA      | FIFA      |
| 年度             | クラブ           | 背番号           | 出場             | 得点             | 出場      | 得点      |
| AFC              | AFC              | AFC              | ACL              | ACL              | クラブW杯 | クラブW杯 |
| ---------------- | ---------------- | ---------------- | ---------------- | ---------------- | --------- | --------- |
| 2012             | 広島             | 26               | -                | -                | 0         | 0         |
| 2013             | 広島             | 26               | 2                | 0                | -         | -         |
| 通算             | AFC              | AFC              | 2                | 0                | 0         | 0         |

## タイトル

### クラブ
サンフレッチェ広島
- Jリーグ ディビジョン1：2回（2012年、2013年）
- ゼロックススーパーカップ：1回（2013年）